# Tulburare de anxietate
Tulburările de anxietate sunt un grup de tulburări mintale ce se caracterizează prin senzații semnificative de anxietate și frică. Anxietatea este o îngrijorare cu privire la evenimente viitoare, iar frica este o reacție la evenimente curente. Aceste senzații pot cauza simptome fizice, precum accelerarea bătăilor inimii sau tremuratul.  Există mai multe tulburări de anxietate, precum tulburarea de anxietate generalizată, fobia specifică, tulburarea de anxietate socială, tulburarea de anxietate de separare, tulburarea de panică și muțenia selectivă. Tulburarea diferă de ceea ce rezultă ca simptome. Adesea, oamenii au mai mult de o tulburare de anxietate.
Cauza tulburărilor de anxietate este o combinație dintre factorii genetici și de mediu. Printre factorii de risc sunt o istorie de abuz asupra copilului, istorie familială de tulburări mintale și sărăcia. Tulburările de anxietate se întâmplă adesea alături de alte tulburări mintale, precum tulburarea depresivă majoră, tulburări de personalitate și tulburarea de abuz de substanțe.  Pentru a fi diagnosticate, simptomele trebuie să fie prezente cel puțin 6 luni, să fie mai multe decât ar fi de așteptat de la situație și să diminueze activitatea. Alte probleme care ar putea avea ca rezultat simptome asemănătoare sunt hipertiroidismul, bolile de inimă, utilizarea de cofeina, alcool sau marijuana, precum și lăsarea anumitor droguri, printre altele.
Fără tratament, tulburările de anxietate tind să rămână. Tratamentul poate include schimbări în modul de viață, consiliere și medicație. Consilierea se practică împreună cu terapia cognitiv comportamentală. Medicația, precum antidepresivele, benzodiazepinele sau beta-blocantele, pot ameliora simptomele.
În jur de 12% din oameni sunt afectați de o tulburare de anxietate pe într-un an dat și între 5% și 30% sunt afectați de-a lungul vieții. Ele au loc la femei de două ori mai des decât la bărbați și în general încep înainte de vârsta de 25 de ani. Cele mai comune sunt fobii specific, care afectează aproape 12% și tulburarea de anxietate social, care afectează 10%. Fobiile afectează în principal oamenii cu vârsta între 15 și 35 și devin mai puțin obișnuite după vârsta de 55 de ani. Ratele par să fie mai înalte în Statele Unite și Europa.

## Clasificare

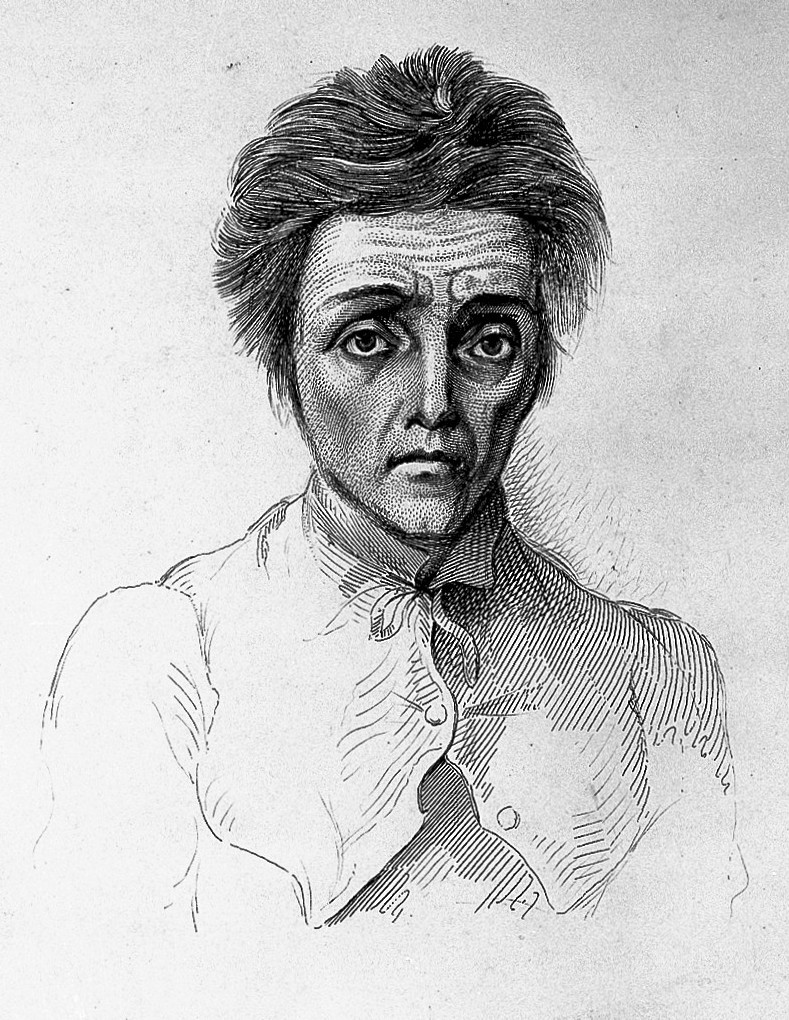
Expresie facială a cuiva cu anxietate cronică

### Tulburare de anxietate generalizată
Tulburarea de anxietate generalizată este o tulburare obișnuită, caracterizată prin o anxietate de lungă durată care nu este concentrate pe nici un obiect au situație. Cei care suferă de tulburare de anxietate generalizată experimentează frică și îngrijorare constantă non-specifică și devin excesiv de concentrați pe chestiuni zilnice. Tulburarea de anxietate generalizată se „caracterizează prin îngrijorare excesivă cronică acompaniată de trei sau mai multe din următoarele simptome: agitație, oboseală, probleme de concentrare, iritabilitate, tensiune musculară și tulburări de somn”. Tulburarea de anxietate generalizată este cea mai obișnuită tulburare de anxietate care afectează adulții mai în vârstă. Anxietatea poate fi un symptom al unei probleme ce ține de abuzul de substanțe sau medicamente, iar profesioniștii medicali trebuie să fie conștienți de asta. Un diagnostic cu GAD este dat atunci când o persoană este excesiv de îngrijorată cu privire la o problem zilnică timp de șase luni sau mai mult. O persoană poate fi în situație că are probleme în a lua decizii zilnice și a reține obligații ca rezultat al lipsei de concentrare și a preocupării legate de griji. Aspectul poate părea încordat, cu multă transpirație a mâinilor, picioarelor și axilelor, iar subiecții pot fi înclinați să plângă, ceea ce poate însemna existența unei depresii. Înainte de a fi dat un diagnostic de tulburare de anxietate, medicii trebuie să exclude anxietatea cauzată de droguri și alte cauze medicale.
La copii, tulburarea de anxietate generalizată poate fi asociată cu dureri de cap, agitație, durere abdominală și palpitații ale inimii. În mod tipic, începe în jurul vârstei de 8-9 ani.

### Fobii specifice
Singura cea mai largă categorie de tulburări de anxietate este cea ce ține de fobii specifice, aici fiind incluse toate cazurile în care frica și anxietate sunt cauzate de o situație sau un stimulet specific. Între 5% și 12% din populația mondială suferă de fobii specifice. În mod tipic, suferinzii anticipează consecințe terifiante de pe urma întâlnirii cu obiectul fricii lor, care poate fi orice de la un animal la o locație până la o situație particulară. Fobii obișnuite țin de zbor, sânge, apă, condusul pe șosea și tuneluri. Când oamenii sunt expuși la fobia lor, pot experimenta tremor, încetinirea respirației sau bătăi rapide ale inimii. Oamenii înțeleg că frica lor nu este proporțională cu pericolul potential din momentul respective, dar sunt în continuare copleșiți de el.

### Tulburarea de panică
Când are tulburare de panică, o persoană are atacuri scurte cu teroare și neliniște intense, adesea marcate de tremurat, zguduire, confuzie, amețeală, greață și/sau dificultăți de respirație. Aceste atacuri de panică, definite de APA ca frică sau discomfort ce apare brusc și atinge culmea în mai puținde zece minute, poate dura mai multe ore. Atacurile pot fi cauzate de stres, gânduri iraționale, frică general sau frică de necunoscut sau chiar de exericițiu. În orice caz, uneori cauza este neclară, iar atacurile pot apărea fără avertisment. Pentru a preveni un atac, cineva trebuie să evite cauza. Acestea fiind spuse, nu toate atacurile pot fi prevenite.
Pe lângă atacurile de panică neașteptate recurente, un diagnostic de atac de panică cere ca atacurile să aibă consecințe cronice: fie îngrijorare cu privire la implicațiile potențiale ale atacului, frică persistentă cu privire la atacurile viitoare sau schimbări semnificative de comportament în legătură cu atacurile. Ca atare, cei care suferă de tulburare de panică experimentează simptome chiar din afara episoadelor de panică specifice. Adesea, schimbările normale ale bătăilor inimii sunt luate în seamă de suferindul de panică, făcându-l să creadă că ceva este în neregulă cu inima lui sau că sunt pe cale să aibă alt atac de panică. În unele cazuri, o conștientizare sporită a funcționării corpului are loc în timpul atacurilor de panică, unde orice schimbare psihologică percepută este interpretată ca o posibilă boală ce amenință viața (i.e., ipohondrie extremă).

### Agorafobia
Agorafobia este o anxietate specifică cu privire la a fi într-un loc sau situație de unde scăparea este dificilă sau jenant sau unde ajutorul poate fi indisponibil. Agorafobia este puternic legată de tulburarea de panică și este adesea este stimulate de frica de a avea un atac de panică.O manifestare obișnuită implică nevoia de a fi în mod constant în apropierea unei uși sau a unei căi de scăpare. Pe lângă fricile însele, termenul agorafobie este adesea utilizat pentru a face referire la comportamente evitante pe care suferinzii adesea le dezvoltă. De exemplu, în urma unui atac de panică din timpul condusului, cineva care suferă de agarofobie poate dezvolta anxietate cu privire la condusul de mașină și prin urmare va evita condusul. Aceste comportamente evitante pot avea adesea consecințe serioase și adesea consolida frica pe care au cauzat-o.

### Tulburarea de anxietate socială
Tulburarea de anxietate socială (SAD; cunoscută de asemenea ca fobie socială) descrie o evitare și frică intense cu privire la aprecierea publică negativă, jena publică, umilirea sau interacțiunea socială. Această frică poate fi specific unor situații sociale particulare (precum vorbitul în public) sau este experimentată în cele mai multe (sau toate) interacțiuni sociale.  Anxietatea socială manifestă adesea simptome fizice specifice, inclusiv îmbujorarea, transpirația și dificultatea de a vorbi. La fel ca în cazul tuturor tulburărilor de fobie, cei suferinzi de anxietate social vor încerca să evite sursa anxietății lor; în cazul anxietății sociale, acest fapt e destul de problematic și în cazuri severe poate duce la izolare socială complete. 
Anxietatea fizico-socială (SPA) este un subtip al anxietății sociale. Este o preocupare cu privire la aprecierea corpului cuiva de către alții. SPA este obișnuită în rândul adolescenților, mai ales a fetelor. 

### Sindromul de stres posttraumatic
Sindromul de stres posttraumatic (PTSD) era considerate altădată o tulburare de anxietate (în prezent, este inclusă în rândul tulburărilor legate de traume și stress, potrivit DSM-V) ce apare în urma unei experiențe traumatice. Stresul post-traumatic poate apărea în urma unei situații extreme, precum războiul, dezastre natural, violul, situații în care ești ostatic, abuz asupra copilului, bullying sau chiar un accident serios. Poate fi de asemenea consecință a unei expuneri pe termen lung (cornice) la factori de stres severi  de exemplu, soldații care îndură bătălii individuale, dar nu pot face față unei lupte neîntrerupte. Printre simptomele obișnuite sunt hipervigilența, priviri retrospective, comportamente evitante, anxietate, furie și depresie.  În plus, indivizii pot experimenta tulburări de somn. Există un număr de tratamente ce formează baza unui plan de îngrijire pentru cei care suferă de PTSD. Asemenea tratamente sunt terapia cognitive comportamentală (CBT), psihoterapia, susținerea din partea familiei și prietenilor.
Cercetările cu privire la sindromul de stress posttraumatic (PTSD) au început cu veteranii războiului din Vietnam, precum și cu victimele dezastrelor natural și non-naturale. Studiile au aflat că gradul de expunere la un dezastru s-a găsit a fi cel mai bun prezicător al PTSD.

### Tulburarea de anxietate de separare
Tulburarea de anxietate de separare (SepAD) este senzația de niveluri excesive și inadecvate de anxietate cu privire la separarea de o persoană sau loc. Anxietatea de separare este o parte normală a dezvoltării la bebeluși și copii și poate fi considerată o tulburare doar dacă este on senzație excesivă și inadecvată situației. Tulburarea de anxietate de separare afectează aproximativ 7% din adulți și 4% din copii, dar cazurile din copilărie tind să fie mai severe; în unele situații, chiar o separare pentru scurt timp poate produce panică.  Tratarea timpurie a copilului poate împiedica problemele. Aici poate fi inclusă antrenarea părinților și a familiei cu privire la cum să trateze o atare situație. Adesea, părinții vor întări anxietatea deoarece nu știu cum să o trateze cum se cuvine când se manifestă la copil. Pe lângă antrenamentul părinților și terapia de familie, medicația, cum sunt SSRI, poate fi utilizată pentru a trata anxietatea de separare.

### Anxietatea situațională
Anxietatea situațională este cauzată de noi situații sau evenimente schimbătoare. Poate fi de asemenea cauzată de variate evenimente care îl fac pe individ să se simtă incomfortabil. Manifestarea ei este foarte comună. Adesea, un individ va experimenta atacuri de panică sau anxietate extremă în situații specifice. O situație care cauzează experimentarea anxietății de către un individ poate să nu-l afecteze deloc pe alt individ. De exemplu, unii oameni devin neliniștiți în mulțimi sau spații înguste, situații care le cauzează anxietatea extreme, uneori și atac de panică. Alții, oricum, pot experimenta anxietate când au loc schimbări majore în viață, precum a intra la colegiu, căsătoria, nașterea de copii, etc. 

### Tulburarea obsesiv-compulsivă
Tulburarea obsesiv-compulsivă (OCD) este clasificată ca tulburare de anxietate de ICD-10, dar nu și de DSM-5. A fost anterior clasificată ca tulburare de anxietate de DSM-IV. Este o condiție în care persoana are obsesii (gânduri sau închipuiri dezolante, persistente și nepoftite) și compulsii (impulsuri de a îndeplini în mod repetat anumite acțiuni sau ritualuri), care nu sunt cauzate de droguri sau probleme fizice și care cauzează suferință sau disfuncție socială. Ritualurile compulsive sunt reguli personale urmate pentru a ușura anxietatea. TOC afectează aproximativ 1-2% din adulți (ceva mai multe femei decât bărbați) și sub 3% din copii și adolescenți.
O persoană cu TOC știe că simptomele sunt iraționale și se luptă atât împotriva gândurilor cât și a comportamentului. Simptomele lor pot fi puse în relație cu evenimentele exterioare de care se tem (bunăoară că casa va arde pentru că au uitat să închidă aragazul) sau cu grijile că se vor comporta nepotrivit.
Nu este cunoscută o cauză certă a TOC, dar factorii comportamentali, cognitive, genetici și neurobiologici pot fi implicați. Printre factorii de risc sunt istoria familială, a fi singur (deși aceasta poate fi consecință a tulburării) și clasa socioeconomică mai înaltă sau a nu fi în cadrul unui serviciu plătit. Din cei cu TOC, în jur de 20% din oameni o vor depăși, iar simptomele cel puțin se vor reduce pentru cei mai mulți oameni (cel puțin 50%).

### Muțenia selectivă
Muțenia selectivă (SM) este o tulburare în care o persoană, care este în mod normal capabilă să vorbească, nu vorbește în anumite situații sau cu anumiți oameni. Muțenia selectivă de obicei co-există cu timiditatea sau anxietatea socială. Oamenii cu muțenie selectivă stau tăcuți chiar și când printre consecințele tăcerii lor se numără rușinea, ostracizarea socială sau chiar pedeapsa. Muțenia selectivă afectează aproximativ 0.8% din oameni într-un anumit moment al vieții lor.

## Cauze

### Droguri
Anxietatea și depresia pot fi cauzate de abuzul de alcool, care în cele mai multe cazuri se ameliorează prin abstinență prelungită. Chiar și în cantități moderate, chiar si moderate moderate, uzul continuu de alcool poate crește nivelurile de anxietate la anumiți indivizi. Dependența de cofeină, alcool și benzodiazepine pot întrăutăți sau cauza anxietate și atacuri de panică. Anxietatea are loc de obicei în timpul unei faze acute de îndepărtare a alcoolului și poate continua până la 2 ani ca parte a sindromului de retractare post-acută la în jur de un sfert din oamenii care își revin din alcoolism. Potrivit unui studiu din 1988–1990, boala la aproximativ jumătate din pacienții, care primeau servicii de sănătate mintală la o clinică psihiatrică de la un spital britanic pentru condiții, precum tulburări de anxietate, tulburări de panică sau fobia socială, a fost detrminată a fi consecință a alcoolului sau a dependenței de benzodiazepine. La acești pacienți, o creștere inițială a anxietății a avut loc în timpul unei perioade de retragere urmată de o încetare a simptomelor de anxietate.
Există certitudinea că expunerea cronică la solvenți organici în mediul de lucru poate fi asociată cu tulburări de anxietate. Pictatul, smălțuirea și punerea covoarelor sunt tipuri de meserii în care poate avea loc o expunere semnificativă la solvenți organici.
Consumul de cofeină poate cauza sau înrăutăți tulburările de anxietate, inclusive tulburarea de panică. Cei cu tulburări de anxietate pot avea o mare sensibilitate la cofeină. Tulburarea de anxietate indusă de cofeină este o subclasă a diagnosticului DSM-5 pentru tulburarea de anxietate indusă de substanțe/medicație. Tulburarea de anxietate indusă de substanțe/medicație se află în categoria tulburărilor legate de vicii și substanțe, chiar dacă simptomele sunt cauzate de efectele unei substanțe.
Utilizarea marijuanei este asociată cu tulburări de anxietate. În orice caz, relația precisă dintre uzul de marijuana și anxietate încă nu este suficient de bine înțeleasă de specialiști.

### Condiții medicale
În mod ocazional, o tulburare de anxietate poate fi un efect advers al unei boli endocrine care cauzează hiperactivitatea sistemului nervos, precum feocromocitomul sau hipertiroidismul.

### Stresul
Tulburările de anxietate pot apărarea ca reacție la stresurile din viață precum griji legate de partea financiară a vieții sau o boală fizică cronică. Anxietatea la adolescenți și adulții tineri este obișnuită din cauza stresurilor legate de interacțiunea socială, aprecierea celorlalți și imaginea corporală. Anxietatea este de asemenea obișnuită printre oamenii mai în vârstă ca au demență. Pe de altă parte, tulburarea de anxietate este uneori diagnosticată greșit la adulții mai în vârstă atunci când doctorii interpretează greșit simptomele unei indispoziții fizice (de exemplu, bătăile mai rapide ale inimii cauzate de aritmia cardiacă) ca semne ale anxietății.

### Genetică
GAD se transmite în familii și este de șase ori mai întâlnită la copiii cuiva care au această condiție.
În timp ce anxietatea apare ca o adaptare, în timpurile moderne este adesea văzută în mod negative în contextual tulburărilor de anxietate. Oamenii cu aceste tulburări au sisteme hipersensibile; prin urmare, sistemele lor tind să reacționeze exagerat la stimulenți apparent inofensivi. Uneori, tulburările de anxietate li se întâmplă celor care au avut tinereți traumatizante, demonstrând o răspânidire a anxietății în situațiile când copilul dă impresia că va avea un viitor dificil. În aceste cazuri, tulburarea apare ca o cale de a prezice că mediul în care trăiește individul va continua să ridice obstacole.

#### Persistența anxietății
La nivel mic, anxietatea nu este un lucru rău. De fapt, reacția hormonală la anxietate poate consitui un beneficiu, întrucât îi ajută pe oameni să reacționeze la pericole. Cercetătorii în medicina evolutivă cred că această adaptare le permite oamenilor realizeze că există un pericol potential și să acționeze corespunzător pentru a-și asigura cea mai mare posibilitate de protecție. S-a demonstrate că cei cu niveluri mici de anxietate au un mai mare risc de deces decât cei cu niveluri medii. Aceasta pentru absența fricii poate duce la vătămare sau deces. Additionally, patients with both anxiety and depression were found to have lower morbidity than those with depression alone. Semnificația funcțională a simptomelor asociate cu anxieatea include: mai multă vigilență, pregătire mai rapidă pentru acțiune și probabilitate redusă de a pierde din vedere amenințările. În sălbăticie, indivizii vulnerabili, de exemplu cei care sunt răniți sau însărcinați, au un prag mai mic pentru reacție anxioasă, ceea ce îi face mai vigilenți. Aceasta demonstrează o istorie evolutivă foarte lungă de reacție anxioasă.

#### Nepotrivirea evolutivă
S-a teoretizat că ratele mari de anxietate sunt o reacție la cum mediul social s-a schimbat din epoca paleolitică. De exemplu, în Epoca de Piatră era un mai mare contact piele-cu-piele, iar beblușii erau mai  des ținuți în mână de mamele lor, ambele situații fiind strategii care reduc anxietatea. În plus, în prezent există o mai mare interacțiune cu străinii spre deosebire de interacțiunile exclusiv între triburile apropiate. Cercetătorii osteleă că lipsa unei interacțiuni sociale constant în anii de formare este o cauză motoare ale ratelor înalte de anxietate. 
Multe cazuri curente este probabil să fie rezultatul unei nepotriviri evolutive, care a fost numită „nepotrivire psihopatologică”. În termeni evolutivi, o nepotriire are loc atunci când un individ posedă trăsături care au fost adaptate la un mediu care diferă de mediul actual al individului. De exemplu, chiar dacă reacția anxioasă s-a dezvoltat ca ajutor împotriva situațiilor care amenință viața, în cazul indivizilor hipersensibilizați din culturile occidentale simpa auzile a știrilor rele poate provoca o reacție puternică.
O perspectivă evolutivă poate furniza înțelegere cu privire la alternativele la actualele metode de tratament clinic pentru tulburările de anxietate. Simpla cunoaștere a faptului că anumite forme de anxietate sunt benefice poate atenua panica asociată cu condiții moderate. Unii cercetători cred că, în teorie, poate ajuta la soluționarea anxietatății reducerea senzației de vulnerabilitate a pacientului, iar apoi  schimbarea modului de evaluare a situației.

## Mecanisme

### Biologic
Nivelurile slabe de GABA, neurotransmițător care reduce activitatea în sistemul nervos central, contribuie la anxietate. Unele anxiolitice își fac efectul ajustând receptorii de GABA.
Drogurile SSRI, utilizate de obicei pentru a trata depresia, sunt considerate adesea drept tratament de primă linie pentru tulburările de anxietate.

#### Amygdala
Amigdala este cerntrul de procesare al fricii și anxietății, iar funcția sa poate fi perturbată în caz de tulburări de anxietate. Informația senzorială intră în amigdală prin nucleurile complexului bazolateral (compus din nucleuri auxililate de accesoriu, laterale și bazale). Frica legată senzorial de procesele complexe bazolaterale memorizează și comunică importanța pe care o acordă amenințării memoriei și procesării senzoriale în diferite locuri din creier, precum cortextul prefrontal medial și cortexurile cerebrale senzoriale.
Un alt domeniu important este nucleul central adiacent al amigdalei, care controlează anumite reacții manifestare prin frică, prin conexiuni legate de trunchi cerebral, hipotalamus și cerebel. La cei cu tulburare de anxietate generalizată, aceste conexiuni funcționl par să fie mai puțin diferite, cu mai multă materie cenușie în nucelul central. Altă diferență este că suprafețele cu amigdală au o conectivitate descrescută în raport cu suprafețele cortexului insular și girusului cingular care controlează proemineanța stimulului general, în timp ce are o conectivitate mai mare cu circuitele cortexului parietal și prefrontal care susțin funcțiile executive. 
The latter suggests a compensation strategy for dysfunctional amygdala processing of anxiety. Researchers have noted "Amygdalofrontoparietal coupling in generalized anxiety disorder patients may ... reflect the habitual engagement of a cognitive control system to regulate excessive anxiety." This is consistent with cognitive theories that suggest the use in this disorder of attempts to reduce the involvement of emotions with compensatory cognitive strategies.
Clinical and animal studies suggest a correlation between anxiety disorders and difficulty in maintaining balance.
A possible mechanism is malfunction in the parabrachial area, a brain structure that, among other functions, coordinates signals from the amygdala with input concerning balance.
Anxiety processing in the basolateral amygdala has been implicated with dendritic arborization of the amygdaloid neurons. SK2 potassium channels mediate inhibitory influence on action potentials and reduce arborization. By overexpressing SK2 in the basolateral amygdala, anxiety in experimental animals can be reduced together with general levels of stress-induced corticosterone secretion.
Joseph E. LeDoux and Lisa Feldman Barrett have both sought to separate automatic threat responses from additional associated cognitive activity within anxiety.

## Diagnostic
Tulburările de anxietate sunt adesea condiții cronice severe, care pot fi prezente de la o vârstă timpurie sau să înceapă brusc după un anumit eveniment.  Ele au tendința să izbucnească în perioade de mare stres și sunt frecvent acompaniate de simptome fiziologice precum cefaleea, transpirația, spasmele musculare, tahicardia, palpitațiile și hipertensiunea, care în anumite cazuri duc la oboseală.
În conversațiile neoficiale, cuvintele „anxietate” și „frică” sunt adesea folosite în mod interschimbale; în uz clinic, ele au înțelesuri dinstincte: „anxietatea” este definite ca stare emoțională neplăcută în privința căreia cauza este fie neidentificată ușor sau percepută ca fiind incontrolabilă sau inevitabilă, în timp ce „frica” este un răspuns emoțional sau psihologic la o amenințare externă. Termenul umbrelă „tulburare de anxietate” se referă la un număr de tulburări specifice care includ frici (fobii) sau alte simptome de anxietate.
Diagnosticul de tulburări de anxietate este dificil deoarece nu sunt biomarkeri obiectivi, ci se bazează pe simptome, trebuie să fie prezente cel puțin șase luni, să fie mai multe decât este adecvat situației și să creeze probleme în privința activităților. Several generic anxiety questionnaires can be used to detect anxiety symptoms, such as the State-Trait Anxiety Inventory (STAI), the Generalized Anxiety Disorder 7 (GAD-7), the Beck Anxiety Inventory (BAI), the Zung Self-Rating Anxiety Scale, and the Taylor Manifest Anxiety Scale. Other questionnaires combine anxiety and depression measurement, such as the Hamilton Anxiety Rating Scale, the Hospital Anxiety and Depression Scale (HADS), the Patient Health Questionnaire (PHQ), and the Patient-Reported Outcomes Measurement Information System (PROMIS). Examples of specific anxiety questionnaires include the Liebowitz Social Anxiety Scale (LSAS), the Social Interaction Anxiety Scale (SIAS), the Social Phobia Inventory (SPIN), the Social Phobia Scale (SPS), and the Social Anxiety Questionnaire (SAQ-A30).
Tulburările de anxietate se întâmplă adesea alături de alte tulburări mintale, mai ales depresia, care poate avea loc la 60% din persoanele care au tulburări anxioase. Faptul că este o suprapunere considerabilă între simptomele anxietății și cele ale depresiei și că aceleași mecanisme de declanșare de mediu pot provoca simptome ale ambelor condiții, poate ajuta la explicarea acestei rate mari de simultanietate.
De asemenea, studiile au indicat că tulburările de anxietate sunt mai probabile la cei cu istorie familială de tulburări de anxietate, fiind vorba mai ales de anumite tipuri.
Disfuncțiile sexuale adesea însoțesc tulburările de anxietate, deși este dificil de determinat dacă anxietatea cauzează disfuncții sexuale sau dacă au o cauză comună. Cele mai obișnuite manifestări la indivizii cu tulburare de anxietate sunt evitarea relațiilor sexuale, ejacularea premature sau disfuncția erectile la bărbați și suferiința în timp relațiilor sexuale la femei. Disfuncția sexuală este obișnuită mai ales la oamenii afectați de tulburare de panică (care se pot teme că un atac de panică va avea loc în timpul excitării sexuale) și sindrom de stress postraumatic.

### Diagnostice diferențiale
Diagnosticul cu tulburare de anxietate necesită excluderea unei cauze medicale. Printre bolile care pot manifesta simptome similare tulburării de axietate sunt anumite cauze endocrine (hipo- și hipertiroidismului, hiperprolactinemia), tulburări metabolice (diabetul), condiții de deficiență (niveluri mici de vitamina D, B2, B12, acid folic), boli gastrointestinale (celiachia, sensibilitate non-celiacă la gluten, boala inflamatorie intestinală), heart diseases, boli sanguine (anemie), și tulburări degenerative ale creierului (boala Parkinson, demența, scleroza multiplă, boala Huntington).
De asemenea, anumite droguri pot cauza sau înrăutăți anxietatea, fie că e vorba de intoxicație, lăsare sau uz cronic. Aici putem menționa alcoolul, tutunul, marijuana, sedativele (inclusiv benzodiazepinele prescrise), opioidele (inclusive ucigașii de suferință prescriși și droguri ilicite ca heroina), stimulanții (precum cofeina, cocaine și amfetaminele), halucinogenii și inhalant.

## Prevenția
Sen acordă tot mai multă atenției prevenției tulburărilor de anxietate. Există probe care sugerează necesitatea utilizării terapiei cognitiv comportamentale and mindfulness therapy. Începând cu 2013, nu există măsuri oficiale de prevenire a GAD la adulți.

## Tratament
Printre opțiunile de tratament sunt schimbările stilului de viață, terapia și medicația. Nu există semne clare în ce privește dacă terapia sau medicația este mai eficientă; alegerea aparține persoanei cu tulburare de anxietate și cei mai mulți aleg întâi terapia. The other may be offered in addition to the first choice or if the first choice fails to relieve symptoms.

### Stil de viață și dietă
Printre schimbările stilului de viață putem numi exerciții, în privința cărora există demonstrații moderate că pot aduce o anumit ameliorare, regularizarea programului de somn, reducerea consumului de cofeină și oprirea fumatului. Oprirea fumatului are beneficii în ce privește anxietatea la fel de mai sau mai mari decât cele aduse de medicație. Acizii grași polinesaturați omega-3 (precum untura de pește) poate reduce anxietatea, mai ales la cei cu simptome mai semnificative.

### Terapie
Terapia cognitive comportamentală (CBT) este eficientă în cazul tulburărilor de anxietate și este un tratament de primă linie. Se pare că CBT este la fel de eficientă când are loc prin internet. While evidence for mental health apps is promising it is preliminary.
Cărțile de ajutor pot contribui la tratamentul oamenilor cu tulburări de anxietate. 
Programele bazate pe cunoașterea problemei dau impresia că sunt de asemenea efficiente în privința stăpânirii tulburărilor de anxietate. Este neclar dacă meditația are efect asupra anxietății, iar meditația transcendentală pare să nu fie diferită de alte tipuri de meditație.
O analiză Cochrane din 2015 a terapiei Morita pentru tulburarea de anxietate la adulți a constatat că nu este evidență suficientă pentru emiterea unei concluzii.

### Medicație
Medicația include ISRS sau IRSN ca alegeri de primă linie pentru tratarea tulburării de anxietate generalizată. Nu există dovezi suficiente că vreun membru al unei clase ar fi mai bun decât altul, iar prețul adesea duce la alegerea drogurilor. Dacă sunt eficiente, se recomandă să fie consummate cel puțin un an. Oprirea consumului acestor medicamente are drept consecință un mai mare risc de sporire a problemelor.
Benzodiazepinele sunt o opțiune de linia a doua pentru tratamentul farmacologic al anxietății. Benzodiazepinele sunt asociate cu mărimi ale efectului moderate până la mari în ceea ce privește ameliorarea simptomelor și au un debut de obicei în decurs de o săptămână. Clonazepamul are un timp de înjumătățire mai lung și poate fi eventual utilizat ca dozare o dată pe zi. Benzodiazepinele pot fi, de asemenea, utilizate împreună cu SNRI sau SSRI pentru a reduce inițial simptomele anxioase și pot fi continuate pe termen lung. Benzodiazepinele nu reprezintă o primă linie de tratament farmacologic al tulburărilor anxioase și prezintă riscuri de dependență fizică, dependență psihologică, moarte prin supradozaj (în special atunci când sunt combinate cu opioide), abuz, tulburări cognitive, căderi și accidente de autovehicule.
Busipronul și pregabalinul sunt tratamente de linia a doua pentru oamenii care reacționează la SSRI sau SNRI; de asemenea, nu sunt dovezi că benzodiazepinele, inclusiv diazepam și clonazepam sunt eficiente, dar au căzut în dizgrație din cauza riscului de dependență și abuz.
Medicația trebuie să fie utilizată cu atenție de către adulții mai vârstnici, întrucât sunt mai înclinați să aibă efecte adverse din cauza problemelor fizice coexistente. Probleme cu urmarea îndemnurilor medicale sunt mai probabile în rândul oamenilor mai în vârstă care au dificultăți de înțelegere, vizualizare sau ținere de minte a instrucțiunilor. 
În genral, medicația nu este văzută ca fiind de ajutor în privința fobiilor specific, dar o benzodiazepină este uneori utilizată pentru a ajuta la rezolvarea episoadelor acute; datele din 2007 erau vagi cu privire la eficiența oricărui drog.

### Medicină alternativă
Multe alte remedii sunt utilizate pentru tulburarea de anxietate. Aici e inclusă kava, a cărei potential benefic pare mai mare decât cel de daună în caz de uz pe termen scurt pentru cei cu anxietate blândă sau moderată. Academia Americană a Medicilor de Familie (AAFP) recomandă utilizarea de kava în cazul celor cu tulburări de anxietate blândă sau moderată care nu folosesc alcool și nu consumă alte medicamente metabolizate de ficat și care doresc să utilizeze remedii „naturale”. Efectele adverse ale kava în cercetările clinice sunt rare și ușoare. 
S-a aflat că inozitolul are efecte modeste la oamenii cu tulburare de panică sau tulburare obsesiv-compulsivă. Există insuficiente dovezi pentru susținerea utilizării sunătoarei, valerianei sau a florii pasiunii.
S-a remarcat că aromaterapia are anumite beneficii preliminare în reducarea anxietății la oamenii cu cancer când este practicată alături de masaje, deși nu este clar dacă poate intensifica efectul masajului însuși.

### Canabis
Din 2019, există puține dovezi pentru utilizarea canabisului în tratarea tulburărilor de anxietate.

### Copiii
S-a constatat că atât terapia cât și un număr de medicamente sunt folositoare în tratarea tulburărilor de anxietate ale copilăriei. Terapia este în general preferată medicației.
Terapia cognitive comportamentală (CBT) este un bun prim mod de terapie. Studiile au adunat dovezi substanțiale că tratamente care nu au la bază CBT sunt forme eficiente de tratament, extinzând astfel opțiunile de tratament pentru cei care nu răspund la CBT. Asemenea adulților, copiii pot urma psihoterapia, terapia cognitiv comportamentală sau consilierea. Terapia de familie este o formă de tratament în care copilul se întâlnește cu terapeutul alături de părinți sau frați. Fiecare membru al familiei poate frecventa terapia individual, dar terapia de familie este o formă de terapie de grup. Terapiile prin artă și joc sunt de asemenea utilizată. Terapia prin artă este utilizată în utilizată de multe ori atunci când copilul nu comunică verbal sau nu poate face acest lucru, din cauza unei trauma sau a unei dizabilități. Participarea la activități de artă permite copilului să exprime ceea ce altfel nu poate să comunice altora. În terapia prin joc, copilul are voie să se joace cum îi place în timp ce terapeutul îl supraveghează. Terapeutul poate intervene din când în când cu o întrebare, comentariu sau sugestie. Acest tip de terapie este adesea cel mai efficient atunci când familia copilului joacă un rol în tratament.
Dacă medicația este justificată, antidepresive ca SSRI și SNRI pot fi eficiente. Efectele adverse minore ale medicației, în orice caz, sunt obișnuite.

## Prognoză
Prognoza variază în funcție de severitatea fiecărui caz și utilizarea tratamentului pentru fiecare individ.

Dacă acești copii sunt lăsați netratați, se confruntă cu riscuri precum slabe rezultate la școală, evitarea activităților sociale importante și abuzul de substanțe. Copiii care au tulburare de anxietate sunt mai înclinați să aibă alte tulburări ca depresia, tulburări de alimentație, tulburări de deficit de atenție atât legate de hiperactivitate cât și de neatenție.

## Epidemiologie
La nivel global, în 2010 erau aproximativ 273 milioane (4.5% din populație) avea tulburare de anxietate. Are loc mai mult la femei (5.2%) decât la bărbați (2.8%).
În Europa, Africa și Asia, ratele pe viață ale tulburărilor de anxietate sunt între 9 și 16%, iar ratele anuale sunt între 4 și 7%. În Statele Unite, prevalența de-a lungul vieții a tulburărilor de anxietate e de aproximativ 29% iar între 11 și 18% din adulți au această condiție într-un an dat. Această diferență este afectată de gama de moduri în care diferite culture interpretează simptomele de anxietate și ceea ce ele consider a fi comportament normativ. În general, tulburările de anxietate reprezintă cea mai răspândită condiție psihiatrică în Statele Unite, în afară de tulburarea de abuz de substanțe.
Asemenea adulților, copiii pot experimenta tulburări de anxietate; între 10 și 20 de procente din toți copiii vor dezvolta tulburare de anxietate până la vârsta de 18 ani, anxietatea fiind cea mai obișnuită problemă de sănătate mintală în rândul tinerilor. Tulburările de anxietate la copii sunt adesea mai greu de identificat decât în cazul adulților din cauza că mulți părinți întâmpină dificultăți în a face diferența din acestea și fricile normale ale copilăriei. De asemenea, anxietatea la copii este uneori diagnosticată greșit ca tulburare cu deficit de atenție sau, din cauza tendinței copiilor de a-și interpreta emoțiile fizicește (ca dureri de stomac, dureri de cap, etc.), tulburările de anxietate pot fi ințial confundate cu indispoziții fizice.
Anxietatea la copii are o varietate de cauze; uneori anxietatea are rădăcini în biologie și poate fi produsul unei alte condiții existente, precum autismul sau tulburarea lui Asperger. Copiii dotați sunt adesea mai înclinați spre anxietate excesivă decât copiii nedotați. Alte cazuri de anxietate apar în urma faptului că copilul a experimental un eveniment traumatic de un anumit fel și, în anumite cazuri, cauza anxietății copilului nu poate fi aflată.
Anxietatea la copii tinde să se manifeste prin probleme ce țin de vârstă, precum frica de a merge la școală (fără legătură cu bullying) sau lipsa performanțeii suficiente la școală, frica de respingerea socială, frica că ceva se poate întâmpla persoanelor pe care le iubesc, etc. Ceea ce face diferența între tulburarea de anxietate de anxietatea normal a copilăriei este durata și intensitatea fricilor implicate.